# Genova - Un luogo per ricominciare
Genova - Un luogo per ricominciare (Genova) è un film del 2008 diretto da Michael Winterbottom.
La pellicola è ambientata a Genova; alcune scene sono state anche girate a Moneglia, in via Balbi e all'interno dell'Università di Genova.

## Trama
Kelly e Mary sono in macchina insieme alla loro madre, Marianne, che sta guidando. Mary ha le mani davanti agli occhi, e prova ad indovinare il colore delle macchine che passano dal rumore che fanno, ma non ci riesce. Sua sorella Kelly, invece, riesce sempre, e Mary le mette le mani sugli occhi per controllare che non sbirci. La situazione degenera quando la madre, scherzando, dice alla bambina che ha le mani invisibili. Per controllare, Mary mette le mani sugli occhi di sua madre. Questo gesto porta ad un tragico scontro con un altro veicolo. La madre muore sul colpo.
Kelly e Mary non raccontano come sono andate veramente le cose, l'unica cosa nota è che c'è stato un incidente stradale.
Dopo la morte della moglie, Joe decide di accettare la proposta di una vecchia compagna di college, Barbara, di diventare professore all'Università di Genova per lasciarsi alle spalle il lutto che ha colpito la sua famiglia. A Genova, però, la crisi della famiglia peggiora; Kelly non sopporta la presenza della sorella, che, per i sensi di colpa, inizia a vedere il fantasma della madre. Joe, invece, inizia una relazione con Rosa, una sua alunna, che incontra anche in spiaggia.
Durante una gita a San Fruttuoso, Mary, che era andata a visitare l'abbazia con Barbara, le racconta delle visioni di sua madre, chiedendole di promettere di non dirlo a nessuno. Poi accende una candela per sua madre, ma discute con Barbara e scappa. Joe prova a cercarla, seguendo il sentiero per Santa Margherita Ligure. La trova qui in stazione; la bambina aveva sempre seguito il fantasma della madre.
Joe si accorge che Mary vede il fantasma di Marianne solo quando vede alcuni disegni di sua figlia. In tutti c'è una signora dai tratti confusi, ma che si capisce bene essere la madre.
Un giorno però, Joe ha un appuntamento a pranzo con Rosa, e non può badare alle figlie. Le lascia quindi dal loro maestro di piano, Mauro, dove possono rimanere solo fino alle quattro. La famiglia di Mauro deve infatti partire per andare a trovare dei parenti a Milano. Kelly e Mary dovrebbero a quel punto andare a casa. Solo che Kelly va al mare, pensando di tornare in tempo, facendosi portare dal suo ragazzo. Lorenzo però si rifiuta di abbandonare la spiaggia così presto. Kelly si avvia in stazione, ma sulla strada trova un passaggio. Non riesce ad arrivare in tempo, e la famiglia parte, anche perché Mary assicura di essere capace di arrivare a casa da sola. Solo che durante il tragitto le appare la madre, che la porta in giro per la città, andando sempre più veloce e lasciandola indietro. Mary la segue, fino a quando non la vede attraversare Via Gramsci nel bel mezzo del traffico.
Nel frattempo Kelly è arrivata a Genova, e si è messa alla ricerca della sorella. Anche Joe è ritornato dal pranzo, perché è stato avvertito che Mary era in giro da sola. Arrivano in tempo per vedere la bambina che attraversa la strada trafficata, riuscendo a non farsi del male, ma causando un bel po' di incidenti.
In quel momento, la famiglia ritorna ad essere unita. Kelly riesce a perdonare Mary perché si sente in colpa per averla lasciata da sola, e Mary non vede più il fantasma della madre.
Ormai è settembre, le ragazze iniziano la scuola e sono tutti pronti per una nuova vita.

## Distribuzione
Pur essendo ambientato in Italia, il film ha avuto ritardi nella distribuzione in questo paese. L'anteprima italiana del film si è tenuta il 5 dicembre 2008 al Cineplexx (ora The Space Cinema) ai Magazzini del Cotone a Genova. La distribuzione al cinema del film è stata bloccata per parecchi mesi, anche se ha avuto successo nel festival in cui è stato presentato, perché non si trovava una casa di distribuzione che se ne volesse occupare. Tale problema si è poi risolto e il film è uscito nelle sale il 16 ottobre 2009.

## Riconoscimenti
- 2008 - Festival di San Sebastián
  - Premio per la miglior regia

## Curiosità ed errori
- Barbara dice che il Patrono di Genova è proprio San Giorgio, ma non è vero: è solo il co-patrono. Il Patrono di Genova è San Giovanni Battista da quando, ad inizio del XII secolo, i crociati genovesi riportarono le ceneri del santo dalla Terrasanta. Le ceneri sono ancora conservate all'interno della cattedrale di San Lorenzo e portate in processione il 24 giugno, festa del Santo Patrono.